# 陈爱林 (1970年)
陈爱林（1970年5月—），湖北省浠水县人，湖北大学、天津财经大学和中国人民大学肄业，中华人民共和国政治人物。

## 生平
1970年5月，陈爱林出生在湖北省浠水县。1988年，陈爱林考入湖北大学经济管理专业，1990年毕业后分配至中国兵器工业总公司5108厂财务处出任干部。1993年9月，陈爱林进入天津财经学院货币银行学专业硕士研究生班级学习，1996年获经济学硕士学位，之后到河南财经学院金融系出任讲师。1997年9月，陈爱林考入中国人民大学财政金融学院金融学专业博士研究生班级，2000年6月获经济学博士学位。
2000年6月，陈爱林分配至中共中央组织部培训中心、领导干部考试与测评中心综合处，曾任调研员、副处长。2004年10月至2006年7月，他挂职出任湘西土家族苗族自治州州长助理。2009年7月，陈爱林出任湘西土家族苗族自治州政府副州长候选人，同年9月兼任州政府党组成员、湘西吉凤经济开发区党工委第一书记，同年12月出任副州长、党组成员、湘西经济开发区（湘西广州工业园）党工委第一书记。2012年8月至12月，陈爱林参加了中央国家机关和地方政府中青年干部赴美国杜克大学公共管理培训项目。
2014年10月，陈爱林调至湖南省省会长沙市，出任中国共产党湖南省委员会办公厅副主任。翌年9月，陈爱林转任省委副秘书长。
2018年12月，陈爱林调至岳阳市，出任中国共产党岳阳市委员会副书记、市委党校（市行政学院、市社会主义学院）校（院）长。
2021年7月，陈爱林调至永州市，出任中国共产党永州市委员会副书记。市人民政府党组书记、代理市长。8月13日，永州市第五届人民代表大会常务委员会第四十一次会议决定任命陈爱林出任永州市人民政府副市长兼代理市长。